# Saponaria dalmasii
Saponaria dalmasii är en nejlikväxtart som beskrevs av Pierre Edmond Boissier. Saponaria dalmasii ingår i släktet såpnejlikor, och familjen nejlikväxter. Inga underarter finns listade i Catalogue of Life.